# Olympische Sommerspiele 2004/Leichtathletik – 800 m (Frauen)
Der 800-Meter-Lauf der Frauen bei den Olympischen Spielen 2004 in Athen wurde am 20., 21. und 23. August 2004 im Olympiastadion Athen ausgetragen. 43 Athletinnen nahmen teil.
Olympiasiegerin wurde die Britin Kelly Holmes. Sie siegte vor der Marokkanerin Hasna Benhassi und der Slowenin Jolanda Čeplak.
Die Deutsche Claudia Gesell und die Schweizerin Anita Brägger scheiterten in der Vorrunde.

Athletinnen aus Österreich und Liechtenstein nahmen nicht teil.

## Aktuelle Titelträgerinnen
| Olympiasiegerin 2000                      | Maria Mutola ( Mosambik)         | 1:56,15 min | Sydney 2000        |
| Weltmeisterin 2003                        | Maria Mutola ( Mosambik)         | 1:59,58 min | Paris 2003         |
| Europameisterin 2002                      | Jolanda Čeplak ( Slowenien)      | 1:57,65 min | München 2002       |
| Panamerikanische Meisterin 2003           | Adriana Muñoz ( Kuba)            | 2:02,96 min | Santo Domingo 2003 |
| Zentralamerika und Karibik-Meisterin 2003 | Neisha Bernard-Thomas ( Grenada) | 2:04,12 min | St. George’s 2003  |
| Südamerika-Meisterin 2003                 | Luciana Mendes ( Brasilien)      | 2:02:06 min | Barquisimeto 2003  |
| Asienmeisterin 2003                       | Yin Yin Khine ( Myanmar)         | 2:01,96 min | Manila 2003        |
| Afrikameisterin 2004                      | Saïda el-Mehdi ( Marokko)        | 2:03,52 min | Brazzaville 2004   |
| Ozeanienmeisterin 2002                    | Liz Auld ( Neuseeland)           | 2:11,79 min | Christchurch 2002  |

## Rekorde

### Bestehende Rekorde
| Weltrekord         | 1:53,28 min | Jarmila Kratochvilová ( Tschechoslowakei) | München, BR Deutschland (heute Deutschland)    | 26. Juli 1983 |
| Olympischer Rekord | 1:53,43 min | Nadija Olisarenko ( Sowjetunion)          | Finale OS Moskau, Sowjetunion (heute Russland) | 27. Juli 1980 |

Der bestehende olympische Rekord wurde bei diesen Spielen nicht erreicht. Die schnellste Zeit erzielte die britische Olympiasiegerin Kelly Holmes mit 1:56,38 min im Finale am 23. August. Den Olympiarekord verfehlte sie damit um 2,95 Sekunden. Zum Weltrekord fehlten ihr 3,10 Sekunden.

### Rekordverbesserungen
Es wurden zwei neue Landesrekorde aufgestellt:
- 2:12,35 min – Marlyse Nsourou (Gabun), erster Vorlauf am 20. August
- 1:56,43 min – Hasna Benhassi (Marokko), Finale am 23. August

## Vorrunde
Insgesamt wurden sechs Vorläufe absolviert. Für das Halbfinale qualifizierten sich pro Lauf die ersten drei Athletinnen (hellblau unterlegt). Darüber hinaus kamen die sechs Zeitschnellsten, die sogenannten Lucky Loser (hellgrün unterlegt), weiter.
Anmerkung: Alle Zeitangaben sind auf Ortszeit Athen (UTC+2) bezogen.

### Vorlauf 1
20. August 2004, 22:00 Uhr
| Platz | Name            | Nation   | Zeit (min) | Anmerkung |
| ----- | --------------- | -------- | ---------- | --------- |
| 1     | Hasna Benhassi  | Marokko  | 2:01,20    |           |
| 2     | Maria Mutola    | Mosambik | 2:01,50    |           |
| 3     | Tetjana Petljuk | Ukraine  | 2:02,07    |           |
| 4     | Marian Burnett  | Guyana   | 2:02,12    |           |
| 5     | Nédia Semedo    | Portugal | 2:02,61    |           |
| 6     | Olga Cristea    | Moldau   | 2:08,97    |           |
| 7     | Marlyse Nsourou | Gabun    | 2:12,35    | NR        |

### Vorlauf 2
20. August 2004, 22:06 Uhr
| Platz | Name                      | Nation     | Zeit (min) |
| ----- | ------------------------- | ---------- | ---------- |
| 1     | Maria Cioncan             | Rumänien   | 1:59,64    |
| 2     | Agnes Samaria             | Namibia    | 2:00,05    |
| 3     | Élisabeth Grousselle      | Frankreich | 2:00,31    |
| 4     | Natalja Chruschtscheljowa | Russland   | 2:00,56    |
| 5     | Diane Cummins             | Kanada     | 2:01,19    |
| 6     | Miho Satō                 | Japan      | 2:02,82    |
| 7     | Adama Njie                | Gambia     | 2:10,02    |

### Vorlauf 3

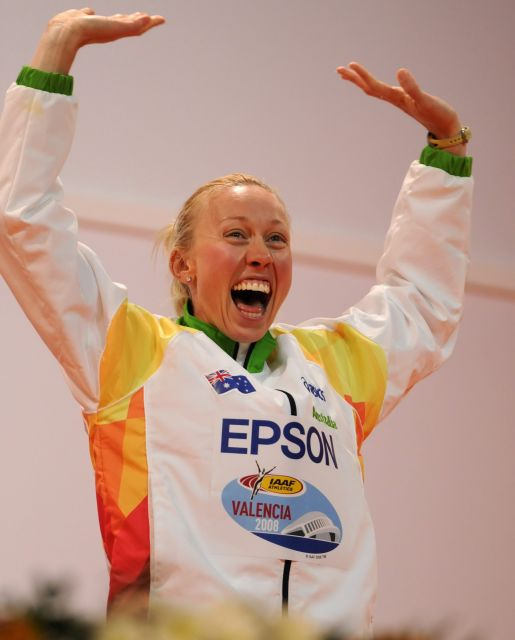
Tamsyn Manou – ausgeschieden als Fünfte des dritten Vorlaufs

20. August 2004, 22:12 Uhr
| Platz | Name                | Nation         | Zeit (min) |
| ----- | ------------------- | -------------- | ---------- |
| 1     | Kelly Holmes        | Großbritannien | 2:00,81    |
| 2     | Jearl Miles Clark   | USA            | 2:01,33    |
| 3     | Michelle Ballentine | Jamaika        | 2:01,52    |
| 4     | Letitia Vriesde     | Suriname       | 2:01,70    |
| 5     | Tamsyn Manou        | Australien     | 2:02,67    |
| 6     | Tatjana Roslanowa   | Kasachstan     | 2:06,39    |
| 7     | Sanna Abubkheet     | Palästina      | 2:32,10    |
| DNF   | Anhel Cape          | Guinea-Bissau  |            |

### Vorlauf 4

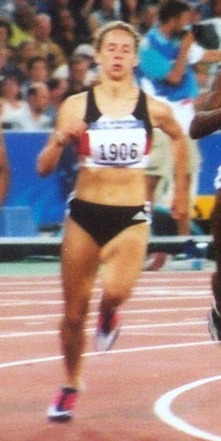
Claudia Gesell – ausgeschieden als Vierte des vierten Vorlaufs

20. August 2004, 22:18 Uhr
| Platz | Name                   | Nation           | Zeit (min) |
| ----- | ---------------------- | ---------------- | ---------- |
| 1     | Swetlana Tscherkassowa | Russland         | 2:03,60    |
| 2     | Amina Aït Hammou       | Marokko          | 2:03,70    |
| 3     | Joanne Fenn            | Großbritannien   | 2:03,72    |
| 4     | Claudia Gesell         | Deutschland      | 2:03,87    |
| 5     | Akosua Serwaa          | Ghana            | 2:03,96    |
| 6     | Faith Macharia         | Kenia            | 2:06,31    |
| 7     | Emilia Mikue Ondo      | Äquatorialguinea | 2:22,88    |

### Vorlauf 5

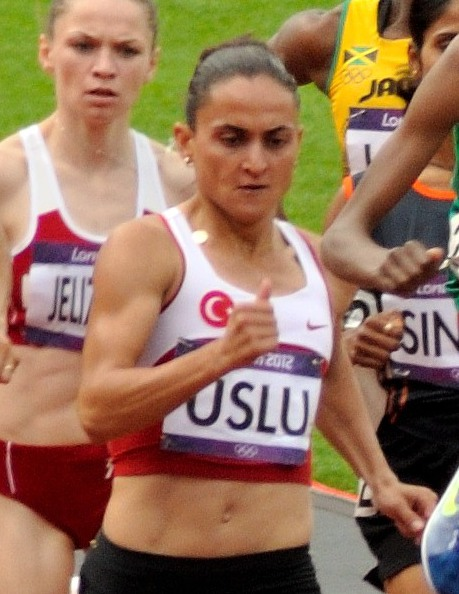
Binnaz Uslu – ausgeschieden als Sechste des fünften Vorlaufs

20. August 2004, 22:24 Uhr
| Platz | Name              | Nation    | Zeit (min) |
| ----- | ----------------- | --------- | ---------- |
| 1     | Jolanda Čeplak    | Slowenien | 2:00,61    |
| 2     | Mayte Martínez    | Spanien   | 2:00,81    |
| 3     | Nicole Teter      | USA       | 2:01,16    |
| 4     | Luciana Mendes    | Brasilien | 2:01,36    |
| 5     | Lucia Klocová     | Slowakei  | 2:02,17    |
| 6     | Binnaz Uslu       | Türkei    | 2:03,46    |
| 7     | Marie-Lyne Joseph | Dominica  | 2:20,23    |

### Vorlauf 6

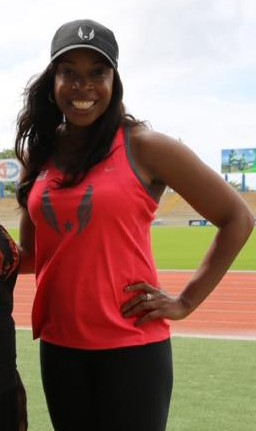
Hazel Clark – ausgeschieden als Fünfte des sechsten Vorlaufs

20. August 2004, 22:30 Uhr
| Platz | Name                   | Nation                       | Zeit (min) |
| ----- | ---------------------- | ---------------------------- | ---------- |
| 1     | Tatjana Andrianowa     | Russland                     | 2:03,77    |
| 2     | Seltana Aït Hammou     | Marokko                      | 2:03,95    |
| 3     | Zulia Calatayud        | Kuba                         | 2:03,99    |
| 4     | Anita Brägger          | Schweiz                      | 2:04,00    |
| 5     | Hazel Clark            | USA                          | 2:05,67    |
| 6     | Noelly Mankatu Bibiche | Demokratische Republik Kongo | 2:06,23    |
| 7     | Tanya Blake            | Malta                        | 2:19,34    |

## Halbfinale
Für das Finale qualifizierten sich pro Lauf die ersten zwei Athletinnen (hellblau unterlegt). Darüber hinaus kamen die zwei Zeitschnellsten, die sogenannten Lucky Loser (hellgrün unterlegt), weiter.

### Lauf 1

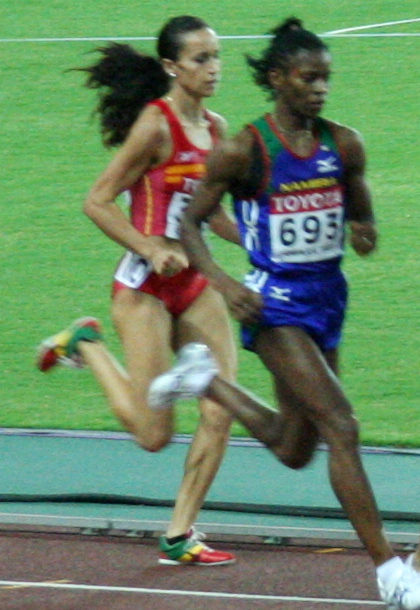
Agnes Samaria (rechts) – ausgeschieden als Fünfte des ersten Halbfinals

21. August 2004, 20:40 Uhr
| Platz | Name                 | Nation         | Zeit (min) |
| ----- | -------------------- | -------------- | ---------- |
| 1     | Kelly Holmes         | Großbritannien | 1:57,98    |
| 2     | Tatjana Andrianowa   | Russland       | 1:58,41    |
| 3     | Jearl Miles Clark    | USA            | 1:58,71    |
| 4     | Zulia Calatayud      | Kuba           | 1:59,21    |
| 5     | Agnes Samaria        | Namibia        | 1:59,37\|  |
| 6     | Élisabeth Grousselle | Frankreich     | 2:00,21    |
| 7     | Amina Aït Hammou     | Marokko        | 2:00,66    |
| 8     | Michelle Ballentine  | Jamaika        | 2:00,94    |

### Lauf 2

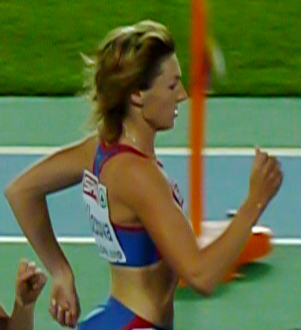
Lucia Klocová – ausgeschieden als Sechste des zweiten Halbfinals
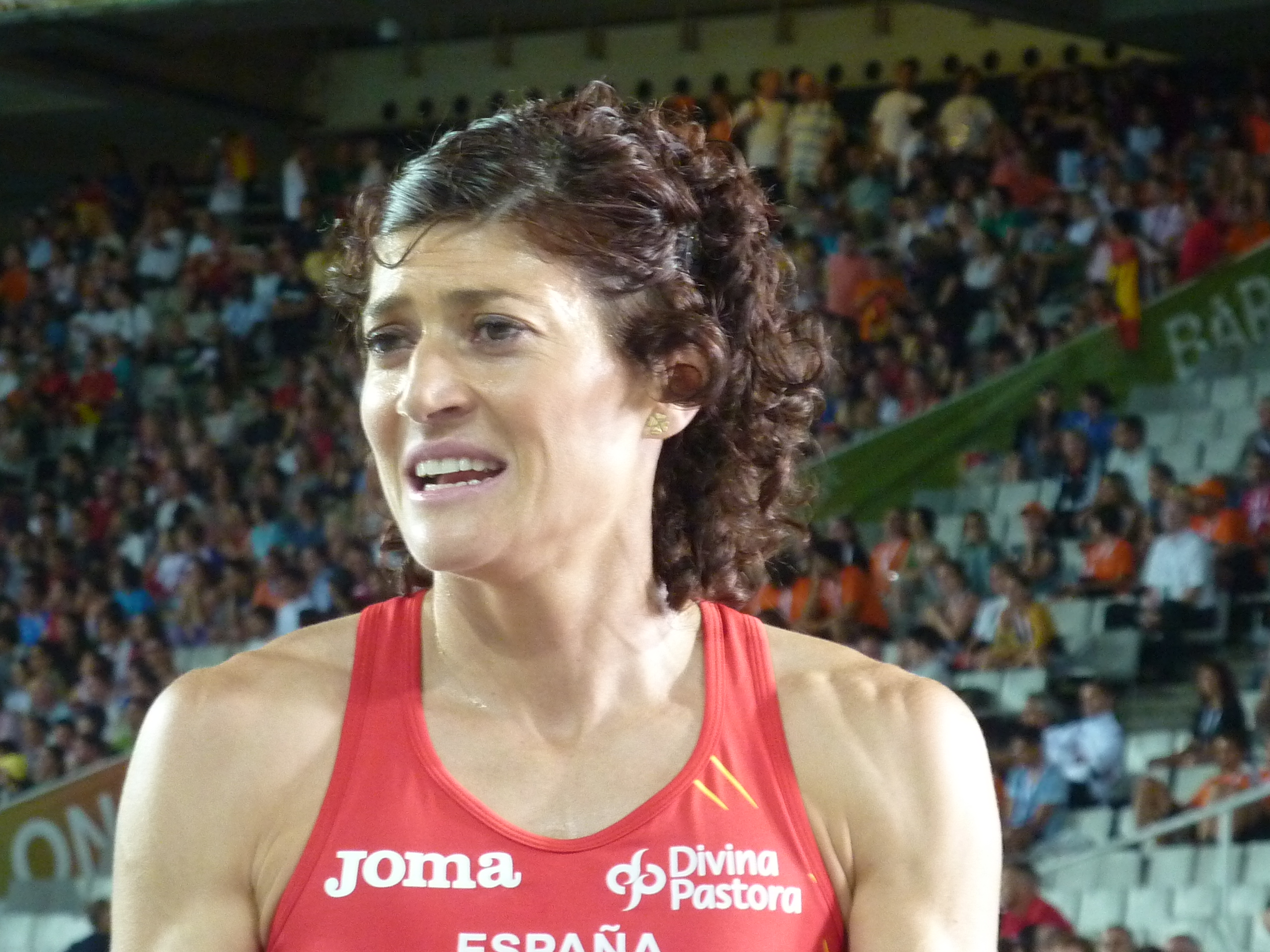
Mayte Martínez – ausgeschieden als Achte des zweiten Halbfinals

21. August 2004, 20:48 Uhr
| Platz | Name                      | Nation    | Zeit (min) |
| ----- | ------------------------- | --------- | ---------- |
| 1     | Hasna Benhassi            | Marokko   | 1:58,59    |
| 2     | Jolanda Čeplak            | Slowenien | 1:58,80    |
| 3     | Tetjana Petljuk           | Ukraine   | 1:59,48    |
| 4     | Nicole Teter              | USA       | 1:59,50    |
| 5     | Natalja Chruschtscheljowa | Russland  | 2:00,68    |
| 6     | Lucia Klocová             | Slowakei  | 2:00,79    |
| 7     | Marian Burnett            | Guyana    | 2:02,21    |
| 8     | Mayte Martínez            | Spanien   | 2:03,30    |

### Lauf 3

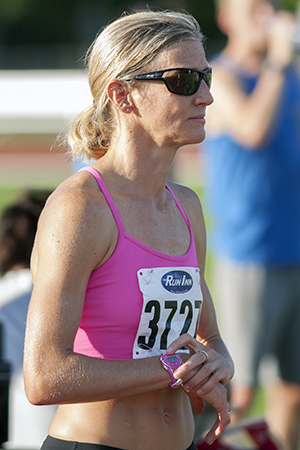
Diane Cummins – ausgeschieden als Vierte des dritten Halbfinals

21. August 2004, 20:56 Uhr
| Platz | Name                   | Nation         | Zeit (min) |
| ----- | ---------------------- | -------------- | ---------- |
| 1     | Maria Mutola           | Mosambik       | 1:59,30    |
| 2     | Maria Cioncan          | Rumänien       | 1:59,44    |
| 3     | Swetlana Tscherkassowa | Russland       | 1:59,80    |
| 4     | Diane Cummins          | Kanada         | 2:00,30    |
| 5     | Joanne Fenn            | Großbritannien | 2:00,60    |
| 6     | Seltana Aït Hammou     | Marokko        | 2:00,64    |
| 7     | Luciana Mendes         | Brasilien      | 2:02,00    |
| 8     | Letitia Vriesde        | Suriname       | 2:06,95    |

## Finale
23. August 2004, 20:55 Uhr
| Platz | Name               | Nation         | Zeit (min) | Anmerkung |
| ----- | ------------------ | -------------- | ---------- | --------- |
| 1     | Kelly Holmes       | Großbritannien | 1:56,38    |           |
| 2     | Hasna Benhassi     | Marokko        | 1:56,43    | NR        |
| 3     | Jolanda Čeplak     | Slowenien      | 1:56,43    |           |
| 4     | Maria Mutola       | Mosambik       | 1:56,51    |           |
| 5     | Tatjana Andrianowa | Russland       | 1:56,88    |           |
| 6     | Jearl Miles Clark  | USA            | 1:57,27    |           |
| 7     | Maria Cioncan      | Rumänien       | 1:59,62    |           |
| 8     | Zulia Calatayud    | Kuba           | 2:00,95    |           |

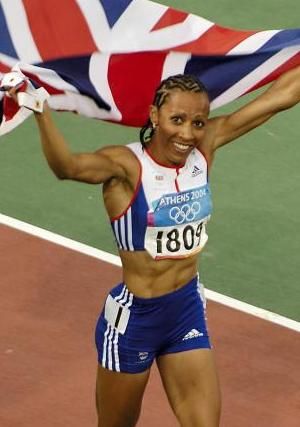
Kelly Holmes setzte sich durch und gewann fünf Tage später über 1500 Meter ihr zweites Gold

Favoritin auf den Sieg war die mosambikanische Olympiasiegerin von 2000 und amtierende Weltmeisterin Maria Mutola. Ihre stärkste Gegnerin war ihre britische Trainingskollegin Kelly Holmes, die in den letzten Jahren immer näher an Mutolas Leistungsniveau herangekommen war. Weitere Kandidatinnen für Platzierungen im vorderen Bereich waren die marokkanische WM-Vierte Seltana Aït Hammou, die WM-Dritte von 2001 Letitia Vriesde aus Surinam und die slowenische Europameisterin Jolanda Čeplak. Allerdings waren Hammou und Vriesde bereits im Halbfinale gescheitert.
Von der Spitze weg schlug die US-Läuferin Jearl Miles Clark in der ersten Runde des Finales ein enormes Tempo an – 400-Meter-Zwischenzeit: 56,37 s. Das führte dazu, dass das Feld der Läuferinnen weit auseinanderzogen war und sich bereits kleinere Gruppen mit geringen Abständen untereinander gebildet hatten. Direkt hinter Miles Clark liefen Holmes und die Rumänin Maria Cioncan. Eingangs der zweiten Runde ließ das Tempo etwas nach, das Feld rückte anschließend wieder näher zusammen. Auf der Gegengeraden schloss Mutola von etwas weiter hinten auf und rangierte sich als Dritte hinter Miles Clark und Holmes ein. In der Zielkurve setzten sich die führenden vier Läuferinnen Miles Clark, Holmes, Mutola sowie die Russin Tatjana Andrianowa etwas ab und spurteten um die beste Ausgangssituation für das Finish auf der Zielgeraden. Doch die Athletinnen dahinter schlossen schnell wieder auf, es blieb ganz eng. Auf den letzten siebzig Metern führten Mutola und Holmes, Miles Clark verlor jetzt immer mehr an Boden. Den Kampf um Gold und Silber schienen Mutola und Holmes unter sich auszumachen. Kelly Holmes setzte sich am Ende durch und wurde Olympiasiegerin. Doch Maria Mutola verlor durch die beiden von etwas weiter hinten heranstürmenden Läuferinnen Hasna Benhassi aus Marokko – Silber – und Jolanda Čeplak – Bronze – sogar noch ihre Medaille und musste sich mit Platz vier zufriedengeben. Das war neu für sie, denn sie hatte seit den Olympischen Spielen von 2000 in Athen bei Weltmeisterschaften und Olympischen Spielen sämtliche Rennen für sich entschieden. Tatjana Andrianowa belegte Rang fünf vor Jearl Miles Clark.
Hasna Benhassi und Jolanda Čeplak gewannen die ersten Medaillen für ihre Länder in dieser Disziplin.
Für Kelly Holmes war es der erste Olympiasieg, dem sie fünf Tage später den zweiten über 1500 Meter folgen lassen sollte.

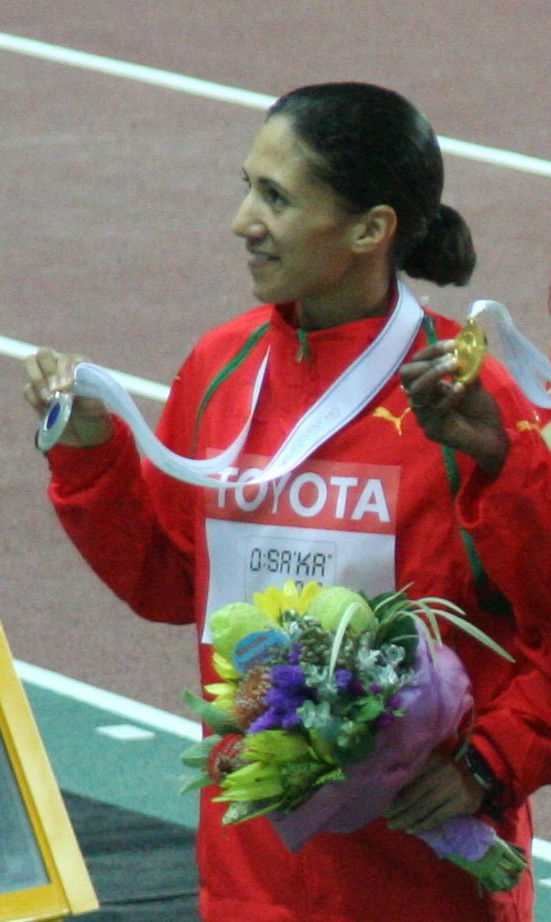
Hasna Benhassi gewann Silber mit neuem Landesrekord
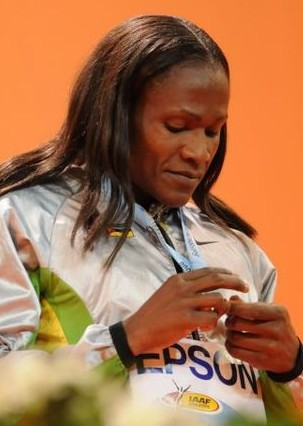
Die Olympiavierte Maria Mutola
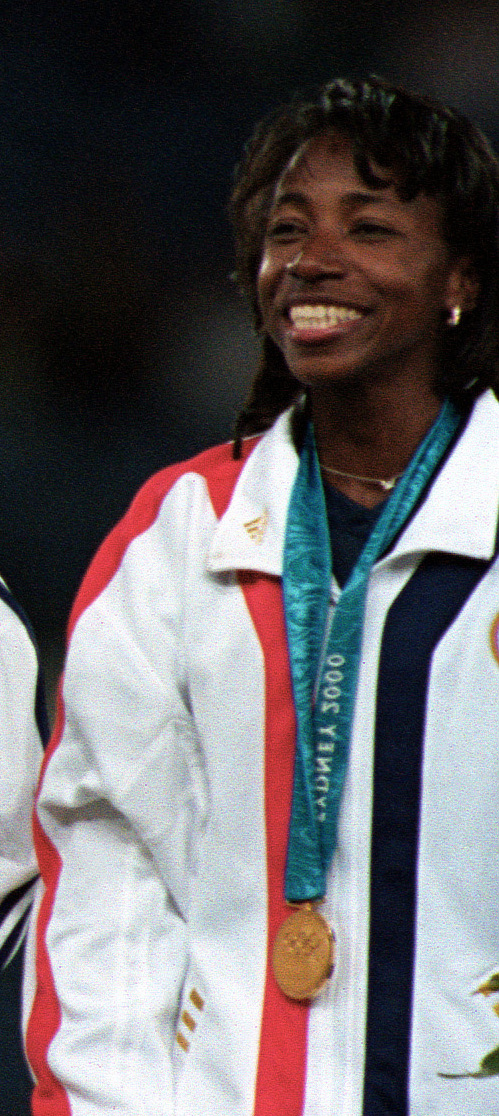
Jearl Miles Clark wurde Olympiasechste

## Videolinks
- Kelly Holmes - 800m, OG Athens 2004, youtube.com, abgerufen am 23. Februar 2022
- Kelly Holmes Wins 800m Gold (First Of The Double) - Athens 2004 Olympics, youtube.com, abgerufen am 6. Mai 2018